# Monswiller
Monswiller település Franciaországban, Bas-Rhin megyében. Lakosainak száma 1994 fő (2022. január 1.). Monswiller Eckartswiller, Ottersthal, Saint-Jean-Saverne, Saverne, Steinbourg és Waldolwisheim községekkel határos.

## Népesség
A település népességének változása:
| Lakosok száma | 2096 | 2146 | 2148 | 2077 | 2045 | 2032 | 2013 | 1994 | 1994 |
|               | 2013 | 2015 | 2016 | 2017 | 2018 | 2019 | 2020 | 2021 | 2022 |